# Dienstalter
Dienstalter (auch Beschäftigungszeit, Betriebszugehörigkeit oder Beschäftigungsdauer) ist im Personalwesen die ununterbrochene Dauer des Arbeitsverhältnisses zwischen einem Arbeitnehmer und demselben Arbeitgeber.

## Allgemeines
Die Berechnung des Dienstalters beginnt mit der Einstellung eines Arbeitnehmers in ein Arbeitsverhältnis und endet mit der Beendigung des Arbeitsverhältnisses beim selben Arbeitgeber. Während der Begriff Dienstalter im öffentlichen Dienst eine Rolle spielte, ist in der Privatwirtschaft von Betriebszugehörigkeit die Rede. Aus der Definition ergibt sich, dass ein Arbeitnehmer auch aufeinanderfolgend in mehreren Betrieben beschäftigt sein kann, wenn sie demselben Konzern angehören. Das gilt auch für die Anrechnung von Dienstzeiten im öffentlichen Dienst, wenn Dienstzeiten bei anderen öffentlichen Arbeitgebern zurückgelegt wurden. Ob der Arbeitnehmer tatsächlich gearbeitet hat (Mutterschutz, Elternzeit, Freistellung), ist unerheblich. Ein Betriebsübergang setzt das Arbeitsverhältnis fort (§ 613a BGB), so dass die Betriebszugehörigkeit hierdurch nicht endet. Zeiten eines früheren Arbeitsverhältnisses mit demselben Arbeitgeber können auf die Betriebszugehörigkeit angerechnet werden, wenn beide Arbeitsverhältnisse in einem engen zeitlichen und sachlichen Zusammenhang stehen; Unterbrechungen zählen nicht mit.
Lange Betriebszugehörigkeit von Arbeitnehmern ist ein Zeichen ihrer Betriebstreue (Loyalität) zum Arbeitgeber. Sie wird in Deutschland durch Gesetz, Tarifvertrag oder Arbeitsvertrag belohnt. Betriebstreue kann aber auch durch Mitarbeiterbindung vom Arbeitgeber ausgehen, etwa durch Arbeitsbedingungen bis hin zur Unkündbarkeit.

## Geschichte
Unter Friedrich II. kam im Februar 1794 das Allgemeine Preußische Landrecht heraus, das als erste zusammenfassende gesetzliche Regelung des Beamtenrechts galt, und in Teil II Titel 10 das Kapitel „Von den Rechten und Pflichten der Diener des Staates“ beinhaltete. Hierin war erstmals der Staatsdienst als Lebensberuf vorgesehen. Seit diesem Gesetz spielte der Begriff des Dienstalters bei Beamten eine große Rolle. Der König äußerte sich mehrfach darüber, dass er bei Zulagen oder Beförderungen in erster Linie auf Geschick, Fleiß und Befähigung achte und weniger die Anciennität berücksichtige. Im Dezember 1748 stellte er bei einem Rangstreit klar, dass er die Beamten nicht nach ihrem Dienstalter schätze, sondern nach Talent und Brauchbarkeit.
Nach dem Beamtengesetz vom Januar 1937 begann das Besoldungsdienstalter als frühere alleinige Berechnungsgrundlage für die Besoldung mit dem Tag der Anstellung in der Planstelle und kam für die Regelung der Dienstbezüge, nicht jedoch für die Festsetzung des allgemeinen Dienstalters, die Berechnung der ruhegehaltsfähigen Dienstzeit oder die Reihenfolge der Beförderungen in Betracht. Das allgemeine Dienstalter begann in der Eingangsstelle der Laufbahn mit der Vollendung des 27. Lebensjahres. Das neue Bundesbeamtengesetz (BBG) trat im Juli 1953 in Kraft, dessen Neufassung im Februar 2009. Neben dem Besoldungsdienstalter gibt es im Beamtenrecht das Ruhedienstalter, das für die Berechnung von Ruhestandsbezügen von Bedeutung ist, sowie das Jubiläumsdienstalter.

## Öffentlicher Dienst
Beamte sind in Deutschland nach Ablauf ihrer Probezeit unkündbar. Die Unkündbarkeit der übrigen Beschäftigten im öffentlichen Dienst (Arbeiter und Angestellte) hängt indes nach § 34 Abs. 2 TVöD von ihrem Lebensalter (40. Lebensjahr) und Dienstalter (15 Dienstjahre) ab. Der Begriff der Beschäftigungszeit ist nicht eindeutig, sondern kann je nach Regelungszusammenhang unterschiedlich gebraucht und verstanden werden. Während bei  Entgeltgruppe, Urlaub oder Jubiläumszuwendung eine Anrechnung von Beschäftigungszeiten bei vorherigen Arbeitgebern des öffentlichen Dienstes erlaubt ist, zählen frühere Beschäftigungszeiten im öffentlichen Dienst bei der Unkündbarkeit nicht. Mithin sind bei einem Arbeitgeberwechsel innerhalb des öffentlichen Dienstes vorherige Beschäftigungszeiten anzurechnen, nicht jedoch im Falle der ordentlichen Unkündbarkeit. Nach diesem Urteil beginnt wegen der ordentlichen Unkündbarkeit die Beschäftigungszeit bei einem Arbeitgeberwechsel neu zu laufen.
Zudem ist das Dienstalter ein wesentliches Kriterium in der öffentlichen Verwaltung für Zulagen und Beförderungen, die nach Erfahrungsstufen gestaffelt sind. Mit dem Dienstalter sind außerdem Sonderurlaub, Gratifikationen, Zuwendungen, Altersruhegeldansprüche oder Rationalisierungsschutz (nur in der Privatwirtschaft) verbunden. Auch die dienstliche Stellvertretung kann sich nach dem Dienstalter richten. Nach § 21h GVG ist bei Gerichten der geborene Vertreter des Gerichtspräsidenten der Vizepräsident, bei dessen Verhinderung der dienstälteste Richter.
Das für Beamte, Richter und Soldaten seit Juni 2009 geltende Bundesbesoldungsgesetz (BBesG) sieht in § 32a Abs. 1 BBesG vor, dass der Aufstieg in eine nächsthöhere Erfahrungsstufe nach bestimmten Dienstzeiten, in denen anforderungsgerechte Leistungen erbracht wurden (Erfahrungszeiten), zu erfolgen hat. Beim Aufsteigen in den Erfahrungsstufen werden Zeiten einer Teilzeitbeschäftigung genauso berücksichtigt wie die einer Vollzeitbeschäftigung.
Die Verpflichtungsprämie für Soldaten auf Zeit hängt nach § 43b BBesG von ihrer Dienstzeit ab.

## Privatwirtschaft
Die Betriebszugehörigkeit spielt bei Arbeitsverhältnissen in der Privatwirtschaft eine zentrale Rolle. Zum einen entsteht ein Kündigungsschutz erst nach sechs Monaten Betriebszugehörigkeit (§ 1 Abs. 1 KSchG), andererseits erhöht sich mit zunehmender Dauer der Betriebszugehörigkeit der Bestandsschutz des Arbeitnehmers. Je länger er dem Betrieb angehört, desto schwerer ist er kündbar. Das Gesetz geht davon aus, dass sich der Kündigungsschutz mit zunehmendem Dienstalter verbessern soll. So sieht § 622 Abs. 2 BGB nach Betriebszugehörigkeit gestaffelte Kündigungsfristen vor. Arbeitsrechtliche Abfindungen steigen mit zunehmender Betriebszugehörigkeit entweder kraft Gesetzes (§§ 1a Abs. 1 KSchG, § 9 Abs. 1 KSchG, § 10 Abs. 1 KSchG, § 113 Abs. 1 BetrVG) oder durch Tarifvertrag oder Arbeitsvertrag. Nach § 3 Abs. 1 Satz 1 KSchG ist eine betriebsbedingte Kündigung sozial ungerechtfertigt, wenn der Arbeitgeber bei der Sozialauswahl des Arbeitnehmers die Dauer der Betriebszugehörigkeit, das Lebensalter, die Unterhaltspflichten und die Schwerbehinderung des Arbeitnehmers nicht oder nicht ausreichend berücksichtigt hat. Auch das Jubiläum hängt vom Dienstalter ab, wobei meist in Betriebsvereinbarungen die Zahlung einer nach Betriebszugehörigkeit gestaffelten Jubiläumszuwendung (25-, 40- oder 50-jährige Betriebszugehörigkeit) versprochen wird. Ähnliche Regelungen finden sich auch im öffentlichen Dienst.
Das Lockstep-System baut bei seiner Entgeltdifferenzierung ausschließlich auf der Dauer der Betriebszugehörigkeit auf. Das Betriebsrentengesetz vom Dezember 1974 sieht eine Unverfallbarkeit von Betriebsrenten nach einer bestimmten Betriebszugehörigkeit vor.

## Wirtschaftliche Aspekte
Steigendes Dienstalter bringt für Arbeitskräfte höhere Arbeitserfahrung und Routine mit sich und kann Arbeitsleistung und Arbeitsproduktivität steigern und Kosten senken. Außerdem erspart eine lange Betriebszugehörigkeit dem Arbeitgeber Friktionskosten der Personalbeschaffung. Mit zunehmendem Dienstalter kann auch eine Karriere einhergehen. Zuweilen wird argumentiert, dass eine lange Betriebszugehörigkeit zwar die Loyalität eines Arbeitnehmers zu seinem Arbeitgeber beweist (Betriebstreue), doch kann sie andererseits ein Zeichen mangelnder Flexibilität sein. Lange Betriebszugehörigkeiten führen dann zu geringer Personalfluktuation und umgekehrt.

## Abgrenzungen
Die Anciennität entstammt einem Beförderungsprinzip, wonach Offizieren Beförderungen aufgrund ihres Dienstalters zustanden. Es wurde später auf das gesamte Beamtensystem übertragen. Das Senioritätsprinzip beruht hingegen auf dem Lebensalter und besagt, dass Dienstrang und Arbeitsentgelt entsprechend dem Dienstalter ansteigen sollen; es ist im öffentlichen Dienst anzutreffen, in der Privatwirtschaft dagegen weitgehend durch leistungsorientierte Vergütung verdrängt.